# Ilse Brusis
Ilse Brusis (* 13. Juli 1937 in Wattenscheid) ist eine deutsche Politikerin (SPD). Sie war von 1990 bis 2000 Mitglied der Landesregierung von Nordrhein-Westfalen.

## Leben
Nach dem Abitur studierte sie von 1957 bis 1960 an der Pädagogischen Akademie Kettwig (jetzt Stadtteil von Essen) und war anschließend bis 1977 im Schuldienst, zuletzt als Schulrätin.

## Gewerkschaft
Von 1977 bis 1981 war sie Vorsitzende der Gewerkschaft Erziehung und Wissenschaft (GEW) in Nordrhein-Westfalen (NRW). Wenige Monate nach ihrer Abwahl als Vorsitzende der GEW in NRW wurde sie in den Bundesvorstand des DGB gewählt; dort war sie für Bildung und Jugend zuständig.

## Politik
1969 trat sie in die SPD ein, seit 1984 war sie Mitglied im Parteivorstand.
Sie wurde in den Landesparteivorstand der SPD gewählt. Dies war die Ausgangsposition für ihre weitere Karriere, als Johannes Rau sie in sein Kabinett berief. Von 1990 bis 1995 war sie Ministerin für Bauen und Wohnen in Nordrhein-Westfalen, von 1995 bis 1998 Ministerin für Stadtentwicklung, Kultur und Sport, und von 1998 bis Juni 2000 Ministerin für Arbeit, Soziales und Stadtentwicklung, Kultur und Sport.
Abgeordnete des Landtags war sie vom 1. Juni 1995 bis 9. März 2005, sie war auch Präsidentin der Kunststiftung NRW.

## Weitere Ämter
Am 4. März 2005 wurde sie vom ZDF-Fernsehrat in den ZDF-Verwaltungsrat gewählt. Dort ist sie stellvertretende Schriftführerin des Verwaltungsrates und Mitglied im Investitionsausschuss.